# История Кирибати

## Доколониальная эпоха

### Заселение островов Кирибати
О заселении островов Кирибати и их ранней истории известно очень мало. Тем не менее существуют предположения, что предки современного народа кирибати пришли на острова Гилберта из восточной Меланезии в начале 1 тысячелетия н. э.. Связано это с тем, что именно к этому времени уже были заселены близлежащие Маршалловы острова. Точно указать дату заселения островов Кирибати очень трудно, так как именно в 1 тысячелетии н. э. происходило формирование атоллов этой страны, хотя некоторые учёные оспаривают эту точку зрения, считая, что формирование островов в этом регионе Тихого океана началось ещё 3500 лет назад. Тем не менее, ко времени открытия европейцами и американцами островов в архипелаге Гилберта они уже были заселены, в то время как острова архипелагов Лайн и Феникс были необитаемыми. Однако на этих атоллах остались следы человеческого присутствия в далёком прошлом. Это побудило учёных к попытке объяснить причины исчезновения местного населения в архипелагах Лайн и Феникс. Одно из распространённых мнений — то, что в условиях небольшой площади, отдалённости от других архипелагов, засушливого климата и дефицита пресной воды жить на этих островах было крайне проблематично. Поэтому, заселившие острова люди, были вынуждены в скором времени покинуть их.

## Колониальная эпоха

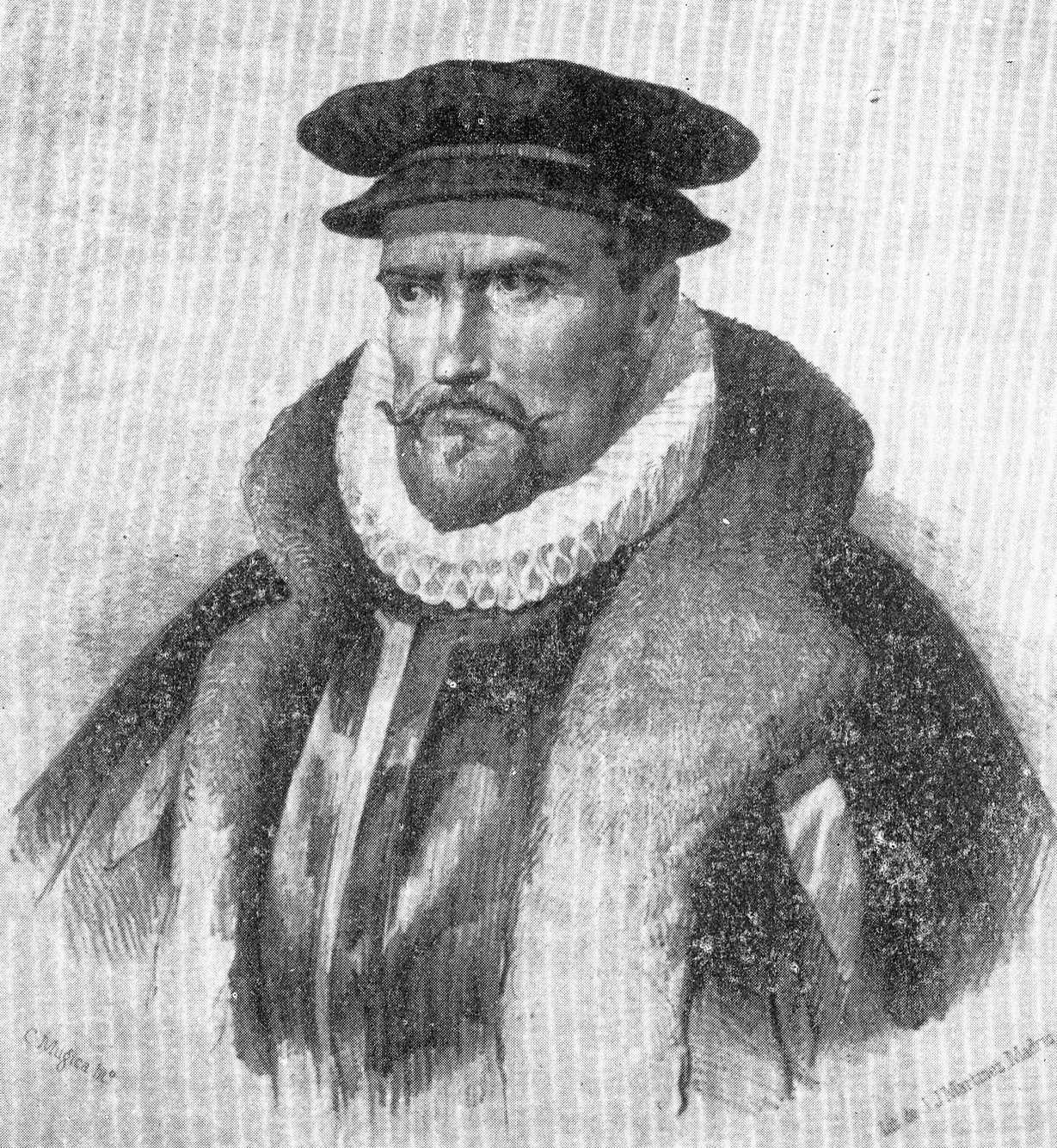
Педро Фернандес Кирос

Первым островом Кирибати, попавшим в поле зрения европейцев, стал Бутаритари, открытый испанским мореплавателем Педро Фернандесом Киросом 21 декабря 1605 года и названный им Буэно-Вьеха. Он же открыл остров Макин и, возможно, остров Беру. 2 июля 1765 года Джон Байрон открыл атолл Никанау, а в 1788 году Томас Гилберт и Д. Маршалл открыли атолл Тарава.
К концу XVIII века британские мореплаватели Гилберт и Маршалл открыли северные острова архипелага Гилберта. С каждым годом на них появлялось всё больше и больше европейцев, и уже к 1826 году все острова, входящие сейчас в состав Республики Кирибати, были нанесены на европейские карты. Острова Гилберта получили своё название в 1820-х годах, и названы так русским путешественником Крузенштерном. С этих пор частыми посетителями островов стали американские и английские китобои, охотившиеся на кашалотов.

История открытия островов Феникс и Лайн

В результате происходил товарообмен между островитянами и пришельцами. Некоторые моряки дезертировали и оставались здесь жить. Позже пальмовое масло и копра стали основными товарами, которые охотно покупали европейцы и американцы. Помимо этого процветало порабощение местных жителей выходцами из Перу, Австралии, США и других стран. Большинство выживших рабов заставляли работать в Центральной Америке, Самоа, на Фиджи, Гавайских островах и Таити.
В 1850-х годах миссионеры открыли здесь своё учреждение и начали «спасать» души жителей островов Гилберта, запретив их дурные танцы и уговаривая туземцев не вступать во внебрачные связи. Первым миссионером на островах был американец Преподобный Хирам Бингхем. Американцы и британцы были заинтересованы этим регионом. Но к 1917 году Американский Совет уполномоченных по иностранным миссиям (англ. The American Board of Commissioners for Foreign Missions) отказался от прав на этот регион из-за успешного обращения в свою веру Лондонским Миссионерским Обществом (англ. The London Missionary Society) и агрессивного захвата земель Британской империей. В 1890 году Британия взяла под контроль острова Эллис, состоящие из 9 островов. А 9-16 октября 1892 года британцы провозгласили протекторат Британской империи над островами Гилберта и открыли штаб-квартиру в Тараве четыре года спустя. 26 сентября 1901 года империя аннексировала остров Банаба из-за найденного здесь месторождения фосфатов, которое сразу же начала разрабатывать. В конце концов, остров Банаба был разрушен (почвенный покров был перевезён на поля Австралии и Новой Зеландии), а жители острова были переселены в конце Второй мировой войны на остров Рамби в Фиджи, где до сих пор находится главное поселение. 12 января 1916 года острова Эллис были объединены с островами Гилберта, при этом была образована колония Острова Гилберта и Эллис, которая с 12 января 1916 по 2 января 1976 года была частью Британских Западнотихоокеанских территорий. К началу 1925 года Британия узаконила захват островов Гилберта и Эллис посредством принятия специальных законов и согласия местных вождей. Другие острова присоединились к протекторату, включающих острова Тераина, Табуаэран, Киритимати (или остров Рождества), Токелау (которые в 1925 году перешли под контроль Новой Зеландии) и Банаба. Необитаемые острова Феникс, два из которых управлялись совместно с США, присоединились к этому списку 8 апреля 1937 года. Другие острова, которые сейчас входят в Республику Кирибати, эксплуатировались иностранными компаниями для добычи фосфатов и выращивания пальм, но, в конце концов, они также вошли в ту группу островов. Колонией управлял британский резидент-комиссар, при этом не существовало никаких представительных органов, ответственных за законодательство колонии. Территория была разделена на пять административных округов: острова Гилберта, острова Эллис, остров Ошен, острова Феникс и острова Лайн. Во главе этих округов находились администраторы.
Одним из самых ужасных событий периода колониального захвата был случай, когда офицеры с военного корабля США «Пикок» 8 апреля 1941 года сожгли 300 домов в деревне Утируа на острове Табитеуэа, поверив, что местные жители убили одного из членов их команды за день до этого. При этом погибло 12 островитян, но командующий назвал это «полезным уроком».

## Вторая мировая война

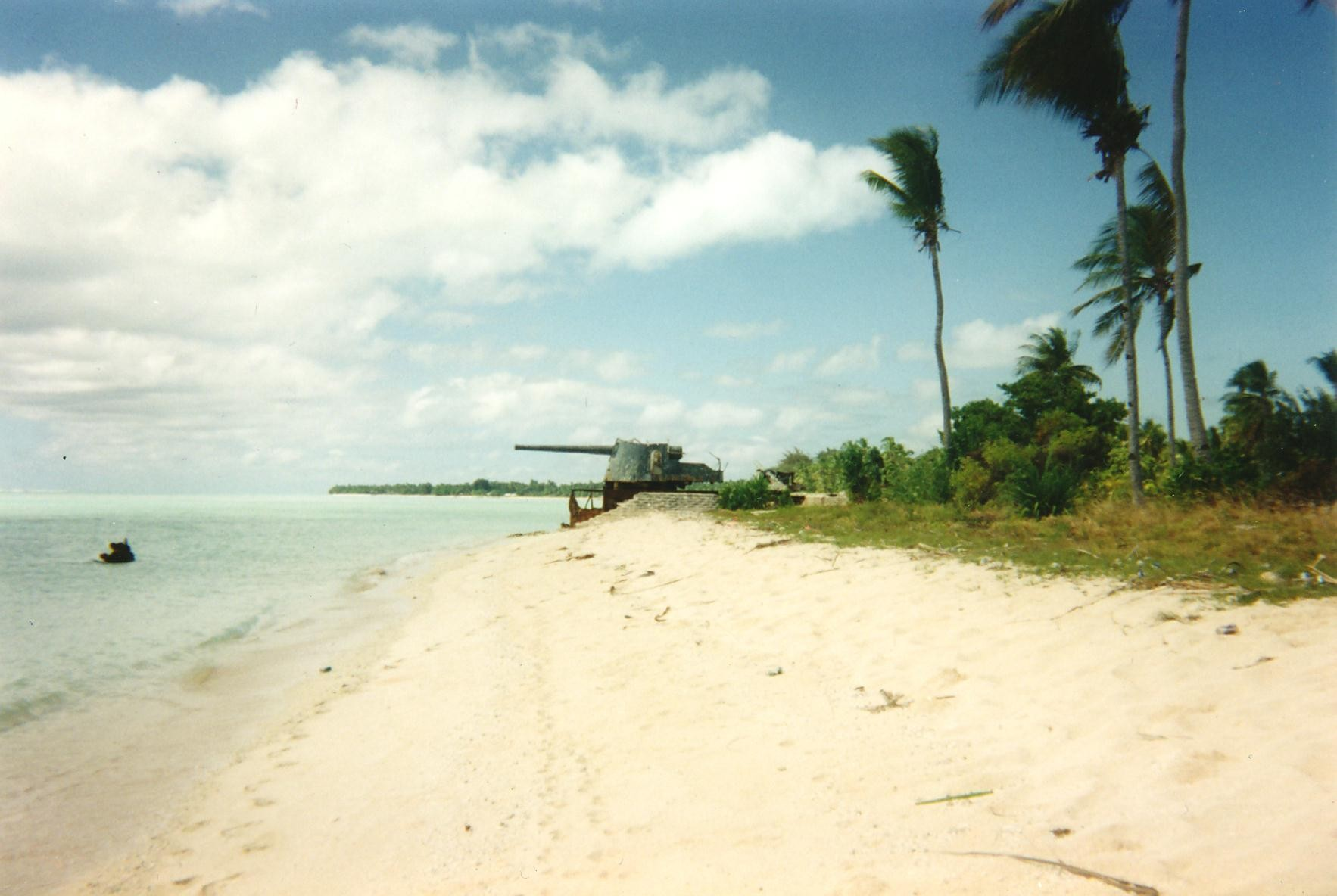
Во время второй мировой войны атолл Тарава был театром военных действий

Во время Второй мировой войны Япония сбрасывала свои бомбы на остров Банаба, а после атаки на Пёрл-Харбор её войска высадились в Тараве и Бутаритари. Но к ноябрю 1943 года американская армия выбила японцев с островов. (см. Гилберта-Маршалловская операция) После того как был освобождён остров Банаба, было обнаружено, что японцы убили всех остававшихся там жителей, кроме одного человека. Позже военный трибунал вынес смертный приговор ответственному за резню офицеру японской армии.
В отличие от островов Гилберта, острова Феникс и Лайн оставались под контролем союзников.

## Послевоенный период
В послевоенный период экономика колонии мало изменилась. Основным источником доходов местного населения оставалась копра. Для её производства и продажи были организованы кооперативы и правительственное Общество оптовой торговли. Продолжалась добыча фосфатов на острове Ошен, причём налог на их продажу составлял почти треть местных поступлений в бюджет. В 1957 году и 1962 году Великобритания рядом с островом Рождества провела испытания водородной бомбы, что было вызвано «холодной войной». Продолжались переселения. В 1955—1958 годах микронезийцы острова Сидни были переселены на остров Гизо (Соломоновы Острова), а в 1963—1964 годах жители других населённых атоллов островов Феникса — на остров Вагена (Соломоновы Острова).
В 1963 году колониальные власти пошли на проведение первых серьёзных реформ в управлении колонией. Были сформированы Исполнительный и Консультативный советы. В последний допустили представителей местного населения, назначенных местным резидент-комиссаром. В 1967 году Исполнительный совет был преобразован в Правительственный совет, а Консультативный совет — в Палату представителей с участием чиновников колониальной администрации и 24 членов, избранных местным населением. В 1971 году колония получила статус самоуправляемой единицы. Во главе её был поставлен губернатор. Вновь созданный Законодательный совет избирался преимущественно местным населением. Депутаты избирали из своего состава представителя, выражавшего их интересы в новом Исполнительном совете. Этим представителем в 1972 году стал Реубен Уатиоа. В 1974 году вместо Законодательного совета была образована Палата собраний, введён пост главного министра, который занял Набоуа Ратиета. В конце 1974 года жители островов Эллис проголосовали на референдуме за самостоятельность от островов Гилберта. А 1 октября 1975 года британская колония Острова Гилберта и Эллис была разделена.

## Период независимости
В 1978 году острова Эллис стали независимыми, в то время как острова Гилберта только 12 июля 1979 года. Приобретя независимость, острова Эллис стали наименоваться Тувалу, а острова Гилберта — Республикой Кирибати, возглавляемой президентом. Два месяца спустя, 20 сентября 1979 года, США отказалась от всех притязаний Гуановского Акта 1856 года на 14 островов в группе островов Лайн и Феникс, которые вошли в состав Кирибати. В обмен на это, Кирибати должна консультироваться с США в случае, если она пожелает ввести на свою территорию военные силы третьей стороны. Помимо этого США имеет право строить на территории республики Кирибати свои военные базы.
В 1975 году жители острова Банаба потребовали в Высшем суде Великобритании выплаты компенсации в размере £7 миллионов за причинённый вред их родине от добычи фосфатов Британией на протяжении многих лет. Также они потребовали свою независимость от Кирибати. Компенсация в размере $9,04 миллионов была выплачена жителям острова, также им гарантировалось место в Палате ассамблей Кирибати, а на остров была возвращена вывезенная в результате фосфатных разработок земля, но независимость острову не была предоставлена.
В мае 1977 года была принята Конституция Кирибати.
На политической арене страны вначале доминировал первый президент республики Иеремиа Табаи, ставший в 29 лет самым молодым главой государства в составе Содружества. В 1982 году он был переизбран на второй срок, но вскоре был отправлен в отставку. Президентские полномочия временно перешли в руки Государственного совета во главе со спикером парламента Рота Онорио. Но уже в феврале 1983 года Табаи удалось вернуться к власти, а в 1987 году он был вновь переизбран на пост президента. В июле 1991 года его сменил Театао Теаннаки (Национально-прогрессивная партия), однако в мае 1994 года он был смещён с поста. В результате новых выборов победу одержал Тебуроро Тито (Христианско-демократическая партия). Тито вновь был переизбран на пост президентав 1998 и 2002 году. Христианско-демократическая партия слилась с Национально-прогрессивной партией, и была образована новая партия «Манеабан Те Маури»
В последние годы на пяти островах архипелага Феникс отмечен рост жилья в связи с предоставленной Азиатским Банком Развития безвозмездной ссудой в размере $0,4 миллионов. Сюда будет переселена часть населения Южной Таравы.
В 2002 году правительство объявило о намерении подать в суд на США за отказ подписать Киотский протокол, ссылаясь на повышение уровня моря, которое угрожает будущему страны.
На парламентских выборах в конце 2002 года правящая партия «Манеабан Те Маури» потерпела поражение от партии «Боутокаан Те Коауа». В марте 2003 года президент Тито был свергнут, получив в парламенте вотум недоверия. Его обвинили в нарушении Конституции Кирибати, поскольку он намеревался остаться президентом на четвёртый срок. Власть временно перешла к Государственному совету во главе со спикером парламента Тианом Отангом. На президентских выборах в июле основными соперниками выступали два брата — Аноте Тонг от «Боутокаан Те Коауа» и Гарри Тонг от союза возрожденных Национально-прогрессивной партии и партии «Манебан Те Маури». Победу с небольшим перевесом одержал Аноте Тонг, выпускник Лондонской школы экономики.
В 2022 году в стране произошёл конституционный кризис после того как Кабинет министров Кирибати отстранил от должности двух своих судей, судью Высокого суда гражданина Австралии Дэвида Ламборна и главного судью Билла Гастингса по обвинениям в неправомерном поведении. В ответ суд отменил отстранение и последующую депортацию Ламбурна, после чего правительство Кирибати 6 сентября 2022 года отстранило от должности всех судей Апелляционного суда Кирибати.

## Войны островов Гилберта
История островов Гилберта полна войн и конфликтов. Были войны с иностранными захватчиками, войны между островами и их старейшинами, религиозные войны. Так продолжалось до 1892 года, когда был установлен британский протекторат, а вместе с ним и мир на островах.

## История протестантства в Кирибати
Члены Протестантского Совета уполномоченных по иностранным миссиям впервые посетили острова Бутаритари и Макин в 1852 году. На островах уже обосновалась британская компания по продаже пальмового масла и Рэнделл, торговый представитель этой компании, был советчиком прибывших миссионеров. Миссионерская деятельность шла с трудом, так как местные вожди выступали категорически против чуждых народу кирибати христианских идей.
В 1856 году из США на острова Гилберта был отправлен протестантский миссионер Хирам Бингхем. Побывав на Гавайских островах, он 13 ноября 1857 года вместе с гавайцем Каноа и его женой прибыл на атолл Абаианг.
Однако обращение в протестантизм местных жителей шло очень медленно. Причиной тому было незнание Хирамом местного языка кирибати и сильная вера гилбертийцев в своих богов и духов. Однако миссионер не пал духом и самостоятельно изучил язык жителей островов Гилберта и даже разработал кирибатийское письмо, используемое до сих пор. В 1864 году он и его жена впервые перевели на язык кирибати Библию.
Первая церковь на островах Гилберта была построена в деревне Коинава на атолле Абаианг в 1859 году. Её вместимость составляла 300 человек.

## История католичества в Кирибати
Первые католические священники — миссионеры из Святой Миссии Сердца — покинули Францию в 1888 году и прибыли на атолл Ноноути (острова Гилберта) 10 мая 1888 года. Ранее значительное число гилбертийцев было насильственно направлено на плантации других островов Тихого океана. Там они впервые встречались с миссионерами, проповедовавшими евангелие. Среди людей, завербованных на работу на Таити, были Бетеро и Тирои с острова Ноноути. Во время их пребывания на острове Таити, они приняли католичество. Их вера была настолько сильна, что, вернувшись на остров Ноноути примерно в 1880 году, Бетеро и Тирои начали обращать в католичество местное население. Примерно 560 человек добровольно приняли новую веру. Позже они решило построить церкви в своих деревнях. Общими силами гилбертийские католики возвели восемь маленьких церквей. Когда строительство было закончено, Бетеро и Тирои попросили, чтобы на их остров прибыли миссионеры. Впоследствии апостольским викарием центральной части Океании были присланы на остров три миссионера Святой Миссии Сердца — отец Эдуард Бонтан, отец Джозеф Лерей (позже ставший первым епископом островов Гилберта) и отец Конрад Вебер. По пути они побывали в Сиднее, откуда на шхуне «Элизабет» отправились на остров. 10 мая 1888 года они прибыли в Ноноути. Но, чтобы добраться до берега по очень неглубокой лагуне, требовалось несколько часов. Поэтому первая месса в честь их прибытия была проведена в лагуне на маленькой шлюпке.
В 1892 году отец Бонтан вместе с двумя жителями островов Гилберта отправился в Европу. Они посетили Рим и один из монастырей Франции, откуда привезли на атолл Ноноути семь монахинь.
В 1938 году на воду был спущен первый межостровной корабль Католической Миссии. Он был построен на острове Абемама и назван «Санта Теретиа». До этого в 1894 году был куплен небольшой корабль «Мари Стела», но в 1910 году из-за финансовых проблем он был продан. В 1950 году в Австралии был продан и корабль «Санта Теретиа».

### Иностранная литература
- Cinderellas of the Empire, Barrie Macdonald, IPS, University of the South Pacific, 2001.
- Les Insulaires du Pacifique, I.C. Campbell & J.-P. Latouche, PUF, Paris, 2001
- Kiribati: aspects of history, Sister Alaima Talu et al., IPS, USP, 1979, reprinted 1998